# Fela Domínguez (cantante)
Ofelia Domínguez Guzmán (Ciudad de México, 6 de abril de 1989) es una música, cantante y actriz mexicana, más conocida por interpretar a Rachel Marron en el musical El Guardaespaldas y a Nala en El rey león: el musical, así como en el doblaje oficial de la película de acción real, El Rey León (2019).

## Biografía
Nacida en la Ciudad de México en 1989, Fela es hija y nieta de músicos de origen veracruzano y cubano. Desde muy pequeña comenzó a involucrarse con el canto escuchando y analizando a los artistas pop de los años 80 y 90. A los 8 años comenzó a hacer doblajes para series televisivas profesionales y, al mismo tiempo, ingresó en el Conservatorio Nacional de Música. Posteriormente, amplió su formación musical en la Escuela Superior de Arreglo y Composición Musical (ESCAM). Su pasión por el jazz le llevó a ser titular de la Big Band Jazz de México durante casi tres años, despidiéndose de esta institución en febrero de 2015.

## Carrera
A los 8 años empezó a hacer doblaje, a la vez que ingresó en el Conservatorio Nacional de Música y posteriormente amplió su formación musical en la Escuela Superior de Arreglo y Composición Musical (ESCAM). Su fuerte pasión por el jazz le llevó a ser la titular de la Big Band Jazz de México durante casi 3 años. Su virtuosa y espectacular voz le ha permitido colaborar con artistas muy importantes de la escena musical.
Su voz, unida a su preparación y experiencia al lado de importantes figuras de la escena musical mexicana le permitieron debutar en el teatro musical en 2015, interpretando el papel protagonista de Nala en El rey león, la mayor producción musical vista hasta la fecha en México.
Recorrió los escenarios de todo el mundo durante 2 años interpretando en vivo la canción “Amor Gitano” tema que Alejandro Fernández grabó a dueto posteriormente con Beyoncé. Su  voz, unida a su preparación y experiencia al lado de grandes figuras de la escena musical mexicana le permitieron estar lista para su debut en el teatro musical en 2015 interpretando el papel protagonista de Nala en el Rey León. El 2017 es seleccionada para interpretar el papel de Rachel Marron, en el musical El Guardaespaldas, en Madrid, España.
Su talento y voz le han permitido colaborar con artistas muy importantes de la escena musical mexicana, tales como: Carlos Rivera, Pepe Aguilar, Pandora, Emmanuel, Daniela Romo, Manuel Mijares, Kalimba y Lupita D'Alessio, por citar algunos. Junto a Alejandro Fernández recorrió los escenarios de todo el mundo, durante dos años, interpretando en vivo la canción “Amor Gitano”.
En su edición de junio del 2018 Fela es nominada por la revista Forbes como una de las 100 mujeres mexicanas más poderosas.